# Ernen
Ernen (gsw. Äärne, fr. Aragnon) – miejscowość i gmina (Politische Gemeinde) w południowej Szwajcarii, w kantonie Valais, w okręgu (Bezirk) Goms. Leży nad Rodanem. Powstała 1 października 2004 r. z połączenia gmin Ausserbinn, Mühlebach i Steinhaus.
Gmina została po raz pierwszy wspomniana w dokumentach w 1214 roku jako Aragnon. W 1222 gmina została wspomniana jako Arengnon, a w 1510 jako Aernen.

## Demografia
W Ernen 31 grudnia 2022 roku mieszkało 528 osób. W 2022 roku 11,2% populacji gminy stanowiły osoby urodzone poza Szwajcarią.
W 2000 roku 95,3% populacji mówiło w języku niemieckim, 1,3% w języku serbsko-chorwackim, a 0,8% w języku niderlandzkim.

Zmiany w liczbie ludności są przedstawione na poniższym wykresie:

## Transport
Przez teren gminy przebiega droga główna nr 19. 